# 광주시 (1950년 전남 선거구)
광주시는 대한민국의 옛 국회의원 선거구이다. 당시 전라남도 광주시 전 지역을 관할했다.

## 역사
제2대 국회의원 선거를 앞두고 광주부 선거구가 개편되면서 신설되었다.
제4대 국회의원 선거를 앞두고 광주시 선거구가 갑, 을, 병으로 분구되면서 폐지되었다.

## 역대 국회의원
| 선거   | 정당 | 정당   | 의원   |
| ------ | ---- | ------ | ------ |
| 1950년 |      | 무소속 | 박철웅 |
| 1954년 |      | 무소속 | 정성태 |

## 역대 선거 결과

### 대한민국 제2대 국회의원 선거
|  | 41.57% |

|  | 14.97% |

|  | 14.96% |

|  | 12.59% |

|  | 4.19% |

|  | 4.00% |

|  | 2.51% |

|  | 1.67% |

|  | 1.53% |

|  | 1.03% |

|  | 0.53% |

|  | 0.38% |

### 대한민국 제3대 국회의원 선거
|  | 41.08% |

|  | 17.26% |

|  | 16.36% |

|  | 11.90% |

|  | 6.83% |

|  | 5.64% |

|  | 0.91% |